# Samsung Gear IconX
三星Gear IconX（Samsung Gear IconX），是韓國三星電子在2016年7月15日推出的藍牙無線耳機。有三種顏色（黑色、藍色和白色），內部存儲可以足夠容納多達1,000個MP3，通過藍牙4.1協議鏈接至其他語音設備。
下一代是Samsung Gear IconX (2018)。

## 簡介
感應器有加速計及心跳感應器，可以記錄卡路里消耗、距離、時間、心率、速度，並在在手機查閱。
- 單按（播放、暫停音樂）
- 雙連按（下一首|接聽/結束通話）
- 三連按（前一首）
- 輕掃（調整音量高低）
- 長按（讀出選單；運動數據、環境音模式）

## 評價
評價如下：
| 優點                                   | 缺點                                                   |
| -------------------------------------- | ------------------------------------------------------ |
| 環境模式 支持最大 4GB存儲 很好無線設計 | 控制界面不精確 電池壽命短得驚人 心率數據只在三星手機上 |

用家評價
在鍛煉時多次使用觸摸面板來改變音量或檢查鍛煉狀態等
整天不能將耳塞放在充電盒裡，因為箱子沒有電源按鈕，而且它一直在充電
即使不使用，耳塞仍然每小時放電15％。
基本上，你需要在每次出門鍛煉之前充電。
充電花費了1.25小時